# Один на один (телепередача)
«Один на один» — телепередача производства телекомпании «ВИD», выходившая на ОРТ с 1995 по 1997 год по выходным, а с 12 октября 1995 по 25 июля 1996 года по четвергам в 20.00 с повтором по пятницам в 10.15. Ведущий — Александр Любимов. Её смысл состоял в том, что двое известных людей приходят в студию и спорят насчёт их политических взглядов. Один из её выпусков, сделанный в июне 1995 года, поднял рейтинг передачи и вошёл в историю телевидения. В октябре 1995 года программа приняла формат ток-шоу, в зале стали присутствовать зрители.

## Немцовvs.Жириновский

Жириновский обливает соком Немцова

Выпуск программы с участием губернатора Нижегородской области Бориса Немцова и лидера ЛДПР Владимира Жириновского, вышедший в эфир 18 июня 1995 года, стал одним из самых известных в истории программы. Центральной темой обсуждения была поездка Жириновского в Будённовск, где чеченскими террористами были захвачены в заложники больше 1000 человек. Немцов предлагал вести переговоры с террористами, в то время как Жириновский настаивал на силовом решении вопроса и штурме позиций боевиков.
Жириновский сказал, что Нижегородская область лидирует в стране по количеству венерических заболеваний, на что Немцов посоветовал собеседнику пройти курс лечения от венерической обеспокоенности и показал Владимиру журнал «Playboy», с интервью, в котором Жириновский утверждал, что «спал» с 200 женщинами.

«Мы вас вылечим!» — съязвил Немцов. 

Жириновский — Да не надо лечить нас! 

Немцов — У нас два укола, и вы свободны!

В этот момент Жириновский возмутился поступком оппонента и плеснул в него из стакана манговым соком. Выплеснувшийся сок попал губернатору на лицо, рубашку и частично — пиджак. В ответ Немцов плеснул в лицо лидеру ЛДПР из своего стакана, но Жириновский увернулся. Началась словесная перепалка, перераставшая в драку, однако Любимов успел попрощаться со зрителями. По сообщениям газеты «КоммерсантЪ», уже после окончания эфира Жириновский швырнул в Немцова пудреницей с тальком и потребовал от охраны задержать того.
Данный сюжет впоследствии обыгрывался юмористическими передачами, например Джентльмен-шоу и Клуб «Белый попугай»

## Скандал с Брынцаловым
В книге «„Взгляд“ — битлы перестройки» рассказано, что обозреватель газеты «Известия» Ирина Петровская в мае 1996 года опубликовала статью «Один на один с $15 тыс.», в которой воспроизвела слова пресс-секретаря В. Брынцалова Анатолия Толмачева, который утверждал, что Брынцалов за участие в программе «Один на один» заплатил $15 тыс. Ведущий программы подал иск на газету «Известия» и И. Петровскую о защите чести и достоинства. 19 ноября того же года Тверской суд Москвы постановил газете «Известия» опубликовать опровержение статьи, а также выплатить истцу 7 млн рублей, хотя тот просил 15 млрд рублей.

## Закрытие
К 1997 году рейтинг передачи начал падать, из-за чего её и закрыли. К тому же, у её производителей было много других проектов. В результате программа была закрыта. Вместо неё 4 октября вышла в эфир новая программа «Как это было» с Олегом Шкловским.

## Список выпусков
1. 2 апреля 1995 — Григорий Шевелёв и Сергей Благоволин
2. 9 апреля 1995 — Александр Проханов и Александр Минкин
3. 16 апреля 1995 — Геннадий Меликьян и Михаил Шмаков
4. 23 апреля 1995 — Геннадий Зюганов и Борис Фёдоров
5. 30 апреля 1995 — Станислав Говорухин и Анатолий Шабад
6. 7 мая 1995 — Юрий Давыдов и Марлен Хуциев
7. 14 мая 1995 — Александр Шохин и Михаил Лапшин
8. 21 мая 1995 — Павел Гусев и Александр Проханов
9. 28 мая 1995 — Александр Лебедь и Вадим Шевцов
10. 4 июня 1995 — Алексей Яблоков и Евгений Решетников
11. 11 июня 1995 — Сергей Калашников и Игорь Шабдурасулов
12. 18 июня 1995 — Борис Немцов и Владимир Жириновский
13. 25 июня 1995 — Сергей Глазьев и Вячеслав Никонов
14. 2 июля 1995 — Владимир Семаго и Аркадий Мурашёв
15. 9 июля 1995 — Юрий Иванов и Георгий Сатаров
16. 16 июля 1995 — Алексей Митрофанов и Алексей Арбатов
17. 22 июля 1995 — Сергей Грызунов и Геннадий Селезнёв
18. 23 июля 1995 — Юрий Батурин и Виктор Илюхин
19. 30 июля 1995 — Эмиль Паин и Николай Гончар
20. 6 августа 1995 — Иван Дыховичный и Владимир Меньшов
21. 13 августа 1995 — Дмитрий Рогозин и Сергей Ковалёв
22. 20 августа 1995 — Владимир Рубанов и Андрей Нечаев
23. 27 августа 1995 — Виктор Шейнис и Александр Вешняков
24. 3 сентября 1995 — Николай Лысенко и Халит Яхин
25. 10 сентября 1995 — Александр Невзоров и Глеб Якунин
26. 17 сентября 1995 — Николай Рыжков и Гавриил Попов
27. 24 сентября 1995 — Владимир Семаго и Юлий Гусман
28. 1 октября 1995 — Борис Фёдоров и Владимир Щербаков
29. 4 октября 1995 — Александр Руцкой и Святослав Фёдоров (в рамках Выборов в Государственную думу в 1995 году)
30. 12 октября 1995 — Элла Памфилова и Сажи Умалатова
31. 19 октября 1995 — Владимир Рыжков и Сергей Бабурин (в рамках Выборов в Государственную думу в 1995 году)
32. 26 октября 1995 — Эдуард Россель и Руслан Аушев
33. 2 ноября 1995 — Владимир Полеванов и Николай Травкин (в рамках Выборов в Государственную думу в 1995 году)
34. 9 ноября 1995 — Валерий Савицкий и Станислав Говорухин
35. 20 ноября 1995 — Ирина Хакамада и Александр Руцкой (в рамках Выборов в Государственную думу в 1995 году)
36. 15 декабря 1995 — Егор Гайдар и Юрий Иванов (в рамках Выборов в Государственную думу в 1995 году)
37. 4 января 1996 — Михаил Грушевский и Аркадий Арканов
38. 18 января 1996 — Алексей Митрофанов и Константин Боровой
39. 21 января 1996 — Эдуард Лимонов и Геннадий Зюганов
40. 25 января 1996 — Отто Лацис и Леонид Смирнягин
41. 28 января 1996 — Василий Стародубцев и Григорий Явлинский
42. 4 февраля 1996 — Святослав Фёдоров и Юрий Власов (в рамках Выборов Президента России в 1996 году)
43. 8 февраля 1996 — Виктор Анпилов и Владимир Жириновский (в рамках Выборов Президента России в 1996 году)
44. 11 февраля 1996 — Михаил Горбачёв и Мартин Шаккум (в рамках Выборов Президента России в 1996 году)
45. 15 февраля 1996 — Андрей Нуйкин и Вадим Кожинов
46. 29 февраля 1996 — Алексей Подберёзкин и Юрий Кобаладзе
47. 7 марта 1996 — Валерия Новодворская и Сажи Умалатова
48. 10 марта 1996 — Александр Лебедь и Аман Тулеев (в рамках Выборов Президента России в 1996 году)
49. 14 марта 1996 — Надыр Хачилаев и Игорь Шафаревич
50. 21 марта 1996 — Георгий Сатаров и Анатолий Лукьянов
51. 28 марта 1996 — Валерий Кирпичников и Анатолий Тяжлов
52. 4 апреля 1996 — Аркадий Вольский и Руслан Хасбулатов
53. 18 апреля 1996 — Сергей Калашников и Александр Лившиц
54. 19 мая 1996 — Владимир Брынцалов и Владимир Жириновский (в рамках Выборов Президента России в 1996 году)
55. 23 мая 1996 — Юрий Левада и Нугзар Бетанели (в рамках Выборов Президента России в 1996 году)
56. 6 июня 1996 — Юрий Иванов и Борис Фёдоров (в рамках Выборов Президента России в 1996 году)
57. 27 июня 1996 — Алексей Подберёзкин и Вячеслав Никонов (в рамках Выборов Президента России в 1996 году)
58. 4 июля 1996 — Геннадий Селезнёв и Игорь Голембиовский
59. 11 июля 1996 — Шамиль Тарпищев и Александр Минкин
60. 18 июля 1996 — Кирсан Илюмжинов и Андрей Макаров
61. 25 июля 1996 — Евгений Прошечкин и Дмитрий Васильев
62. 29 августа 1996 — Эдуард Лимонов и Владимир Солоухин
63. 12 сентября 1996 — Виктор Лошак и Александр Ильин
64. 19 сентября 1996 — Бари Алибасов и Андрей Разин
65. 26 сентября 1996 — Сергей Ливнев и Армен Медведев
66. 20 октября 1996 — Александр Лившиц и Михаил Задорнов
67. 27 октября 1996 — Билл Клинтон и Роберт Доул
68. 9 ноября 1996 — Сергей Караганов и Геннадий Зюганов
69. 17 ноября 1996 — Владимир Лукин и Виктор Илюхин
70. 24 ноября 1996 — Александр Лукашенко, Алексей Подберёзкин, Алексей Митрофанов и Николай Гончар
71. 1 декабря 1996 — Михаил Прусак и Борис Немцов
72. 8 декабря 1996 — Виктор Зоркальцев и Владимир Пансков
73. 13 декабря 1996 — Виктор Шейнис и Анатолий Лукьянов
74. 22 декабря 1996 — Анатолий Слива и Владимир Платонов
75. 29 декабря 1996 — Генрих и Артём Боровики
76. 4 января 1997 — Алла Латынина и Виталий Третьяков
77. 12 января 1997 — Максим Бойко и Сергей Кургинян
78. 19 января 1997 — Николай Гончар и Вячеслав Игрунов
79. 26 января 1997 — Александр Черногоров и Руслан Аушев
80. 2 февраля 1997 — Сергей Глазьев и Борис Фёдоров
81. 9 февраля 1997 — Сергей Бабурин и Григорий Явлинский
82. 16 февраля 1997 — Евгений Ясин и Каха Бендукидзе
83. 23 февраля 1997 — Александр Котенков и Алексей Арбатов
84. 2 марта 1997 — Михаил Мень и Иеромонах Никон
85. 9 марта 1997 — Владимир Шумейко и Светлана Горячева
86. 23 марта 1997 — Геннадий Меликьян и Михаил Шмаков
87. 30 марта 1997 — Георгий Сатаров и Владимир Семаго
88. 6 апреля 1997 — Сергей Рогов и Андраник Мигранян
89. 13 апреля 1997 — Владимир Медведев и Пётр Мостовой
90. 20 апреля 1997 — Владимир Жириновский и Степан Сулакшин
91. 27 апреля 1997 — Александр Починок и Святослав Фёдоров
92. 4 мая 1997 — Екатерина Лахова и Сергей Калашников
93. 18 мая 1997 — Александр Лившиц и Сергей Беляев
94. 25 мая 1997 — Виталий Третьяков и Махмут Гареев
95. 1 июня 1997 — Леонид Кравчук и Сергей Караганов
96. 8 июня 1997 — Олег Миронов и Владимир Платонов
97. 14 июня 1997 — Михаил Швыдкой и Михаил Машковцев
98. 22 июня 1997 — Ирина Прохорова и Лев Гудков
99. 29 июня 1997 — Лариса Кислинская и Анатолий Кучерена
100. 6 июля 1997 — Нина Андреева и Андрей Макаревич
101. 13 июля 1997 — Яков Уринсон и Владимир Каданников
102. 2 августа 1997 — Виктор и Антон Даниловы-Данильяны
103. 7 сентября 1997 — Сергей Пархоменко и Лев Гущин
104. 14 сентября 1997 — Сергей Бабурин и Павел Бунич
105. 21 сентября 1997 — Александр Починок и Бари Алибасов
106. 28 сентября 1997 — Николай Гончар и Дмитрий Рогозин